# Parz (Gemeinde Schildorn)
Parz ist ein kleiner Ort im Innviertel von Oberösterreich und gehört zur Gemeinde Schildorn im Bezirk Ried im Innkreis.

## Geographie
Der Ort befindet sich etwa 5½ Kilometer südlich des Stadtzentrums von Ried im Innkreis, im Innviertler Hügelland gegen den Hausruck-und-Kobernaußerwald-Zug hin (südliches Innviertel). Er liegt 2½ Kilometer nordwestlich des Orts Schildorn am Riedel, der sich zwischen Waldzeller Ache im Westen (hier unterhalb der Schaubach) und Oberach im Osten vom Hausruck–Kobernaußerwald-Hauptkamm in das Hügelland hinunterstreckt, und damit oberes Achental (südwestliches Innviertel) vom Einzugsgebiet der Antiesen (zentrales Innviertel) trennt.
Die Ortschaft umfasst nur 7 Adressen mit 18 Einwohnern.
|            | Baumgarten (Gem. Neuhofen)                  | Pattighamried (Gem. Pattigham) |
|            | Kompassrose, die auf Nachbargemeinden zeigt |                                |
| Weiketsedt |                                             | Freidling                      |

## Geschichte
Der Name steht vermutlich zu einem mittelhochdeutsch-ostmittelbairischen Wort Parze ‚steiniger [niedrig] bewachsener Hügel‘, das als Ortsname besonders in Oberösterreich vertreten ist. Der Ort erscheint im 13. Jahrhundert als Portz, 1325 Porcz, 1363 Partz und um 1510 als Partz auf dem Hausruckh. Die beiden Urhöfe, landesübliche Vierseiter, heißen Punzen oder Sübergütl (Hnr. 7, ex 13) und Hansenbauer (Hnr. 9, ex 14) Letzterer ist noch ein typisches Innviertler Blockhaus.
Parz gehörte zur Ortschaft Freidling (ehemals Hnr. 2, 12–17).
Seit der Adressreform der Gemeinde 1. Juli 2008 haben die Häuser auch die Adresse Parz (Hnr. 1–5, 7, 9), und bilden eine der 23 neuen Ortschaften.

## Nachweise
- 41229 – Schildorn. Gemeindedaten der Statistik Austria

1. 1 2 3 4  Straßen-, Ortschafts- und Hausnummernverzeichnis Gemeinde Schildorn. (Memento des Originals vom 7. September 2014 im Internet Archive)  Info: Der Archivlink wurde automatisch eingesetzt und noch nicht geprüft. Bitte prüfe Original- und Archivlink gemäß Anleitung und entferne dann diesen Hinweis. (PDF) schildorn.at, Broschüre, Version vom 1. Juli 2008, insb. Tabelle Haushaltsverzeichnis sortiert nach neuen Adressen: Parz, S. 54; abgerufen am 3. September 2014.
2. 1 2  Statistik Austria: Ortschaften (Download der aktuellen Ortschaftsliste)
3. 1 2  Die Abgrenzung Hausruck zu Kobernaußerwald wird irgendwo hier im Raum gesehen.
4. ↑  Statistik Austria: Bevölkerung am 1.1.2024 nach Ortschaften (Gebietsstand 1.1.2024), (ODS, 500 KB)
5. 1 2  2001 im Ortsverzeichnis nicht geführt; siehe Volkszählung vom 15. Mai 2001 – Einwohner nach Ortschaften. (PDF), Registerzählung vom 31.10.2011 – Einwohner nach Ortschaften. (PDF) (beide abgerufen am 3. September 2014) und Ortsverzeichnis, Band Öberösterreich, alte Ausgaben, alle Statistik Austria.
6. ↑  Gemeinde Schildorn (Hrsg.): 1100 Jahre Schildorn 903–2003. Ein Heimatbuch. Schildorn 2003, 16 Historisches Ortsnamenverzeichnis: Freidling, S. 301, Sp. 1 (eReader, fbas.net).
7. ↑  1100 Jahre Schildorn. Heimatbuch. 2003, 16 Häuserchronik: Freidling, S. dort 243 f. (eReader, fbas.net – Die Einwohner sind erst aus dem Ende des 18. Jahrhunderts überliefert. 1811 brannte der Pfarrhof ab, wodurch das Pfarrarchiv vernichtet wurde, daher sind die Kenntnisse lückenhaft.).
8. ↑  Wissenswertes: Zahlen & Fakten. (Memento des Originals vom 7. September 2014 im Internet Archive)  Info: Der Archivlink wurde automatisch eingesetzt und noch nicht geprüft. Bitte prüfe Original- und Archivlink gemäß Anleitung und entferne dann diesen Hinweis. schildorn.at; abgerufen am 3. September 2014.